# Valentijn (film)
Valentijn è un documentario olandese di Hetty Nietsch, una produzione NOVA del 2007, i cui diritti appartengono a VARA/NPS.

## Trama
Il documentario è dedicato a un bambino che presenta una disforia di genere. Da quando ha otto anni, fino alle soglie della maggiore età, il documentario racconta la vita di Valentijn, insieme con quella dei familiari e amici, i suoi problemi, il confronto con l'ambiente esterno, le sue scelte di fronte al problema di sé e come passare dal genere maschile che gli è stato attribuito alla nascita, al genere femminile in cui poi, da persona adulta, sceglierà di realizzarsi.

## Distribuzione
Sabato 6 aprile 2013, a Firenze, in occasione di un convegno internazionale sulla disforia di genere, organizzato da Ireos, la comunità queer autogestita di Firenze, insieme ad altre realtà ed enti toscani, il documentario è stato proiettato per la prima volta in Italia, alla presenza dell'autrice, Hetty Nietsch. Sempre per la prima volta, il documentario è stato proiettato con sottotitoli in italiano, che sono stati realizzati da volontari Ireos e donati alla produzione, in cambio della loro disponibilità a consentire riproduzioni no profit del documentario in Italia, al fine di contribuire a una sensibilizzazione sui temi dei problemi e delle disforie nell'identità di genere.